# Gottfried Heinrich Dietzel
Gottfried Heinrich Dietzel (* 3. Juni 1827 in Hain; † 11. April 1907 ebenda) war ein deutscher Gutsbesitzer und Politiker.

## Leben
Dietzel war der Sohn des Webermeisters und Bauern Johann Gottfried Dietzel in Hain und dessen Ehefrau Marie Christiana geborene Berger aus Kühdorf. Er war evangelisch-lutherischer Konfession und heiratete am 17. April 1856 in Kühdorf Hedwig Nürnberger (* 20. September 1830 in Hohenleuben; † 7. April 1916 in Hain), die Tochter des Bäckermeisters Johann Christoph Nürnberger aus Hohenleuben.
Dietzel lebte als Gutsbesitzer in Hain.
Er war Mitglied der Deutschkonservativen Partei an. Vom 9. bis zum 14. Dezember 1870 war er als Stellvertreter von Johann Friedrich Strauß Abgeordneter im Greizer Landtag. Vom 11. November 1878 bis zum 11. November 1887 war erneut (nun im Wahlkreis AW 4 gewählt) Abgeordneter im Landtag. 